# Homalocantha
Homalocantha is een geslacht van weekdieren uit de klasse van de Gastropoda (slakken).

## Soorten
- Homalocantha anatomica (Perry, 1811)
- Homalocantha anomaliae Kosuge, 1979
- Homalocantha digitata (G. B. Sowerby II, 1841)
- Homalocantha dondani D'Attilio & Kosuge, 1989
- Homalocantha dovpeledi Houart, 1982
- Homalocantha elatensis Heiman & Mienis, 2009
- Homalocantha granpoderi Merle & Garrigues, 2011
- Homalocantha lamberti (Poirier, 1883)
- Homalocantha melanamathos (Gmelin, 1791)
- Homalocantha ninae Merle & Garrigues, 2011
- Homalocantha nivea Granpoder & Garrigues, 2014
- Homalocantha oxyacantha (Broderip, 1833)
- Homalocantha pele (Pilsbry, 1918)
- Homalocantha pisori D'Attilio & Kosuge, 1989
- Homalocantha scorpio (Linnaeus, 1758)
- Homalocantha secunda (Lamarck, 1822)
- Homalocantha tortua (Broderip in Sowerby, 1834)
- Homalocantha vicdani D'Attilio & Kosuge, 1989
- Homalocantha zamboi Burch & Burch, 1960